# Yallahs
Yallahs – miasto na Jamajce, w regionie Saint Thomas.